# Pizzaïolo
Un pizzaïolo ou pizzaiole (mot francisé qui tombe de plus en plus en désuétude, remplacé par son original italien) est un cuisinier qui prépare les pizzas dans une pizzeria.

## Historique
Le terme apparaît pour la première fois dans un document, daté du 12 août 1799, où Gennaro Majello, exerçant le métier de pizzaïolo, présente un recours - auprès de la Polizia Generale de Naples - à la suite des préjudices subis par son commerce (bottega) durant la République parthénopéenne.
À Naples, au début du XIXe siècle, le métier de pizzaïolo est exercé par plus d'une cinquantaine de personnes : l'application de la loi de 1807 instituant la legge sul diritto di bollo à toutes les botteghe (pluriel de bottega) permet d'établir la même année, une liste nominative et énumérative de tous les commerçants (tavernari, trattori, liquoristi, sorbettieri, caffetieri, …) dans laquelle apparaissent 55 noms de pizzajuoli avec bottega. Avec une patente annuelle de 4 ducats, les pizzaioli, tout comme les tripiers, et les vendeurs de légumes et herboristes avec boutique sont classés au plus bas de l'échelle des catégories socioprofessionnelles. Dans un de ses romans Francesco Mastriani, brosse un portrait saisissant du pizzaïolo en le décrivant comme une personne sale, toujours vêtu d'une chemise maculée de taches de vin, et aux mains graisseuses.

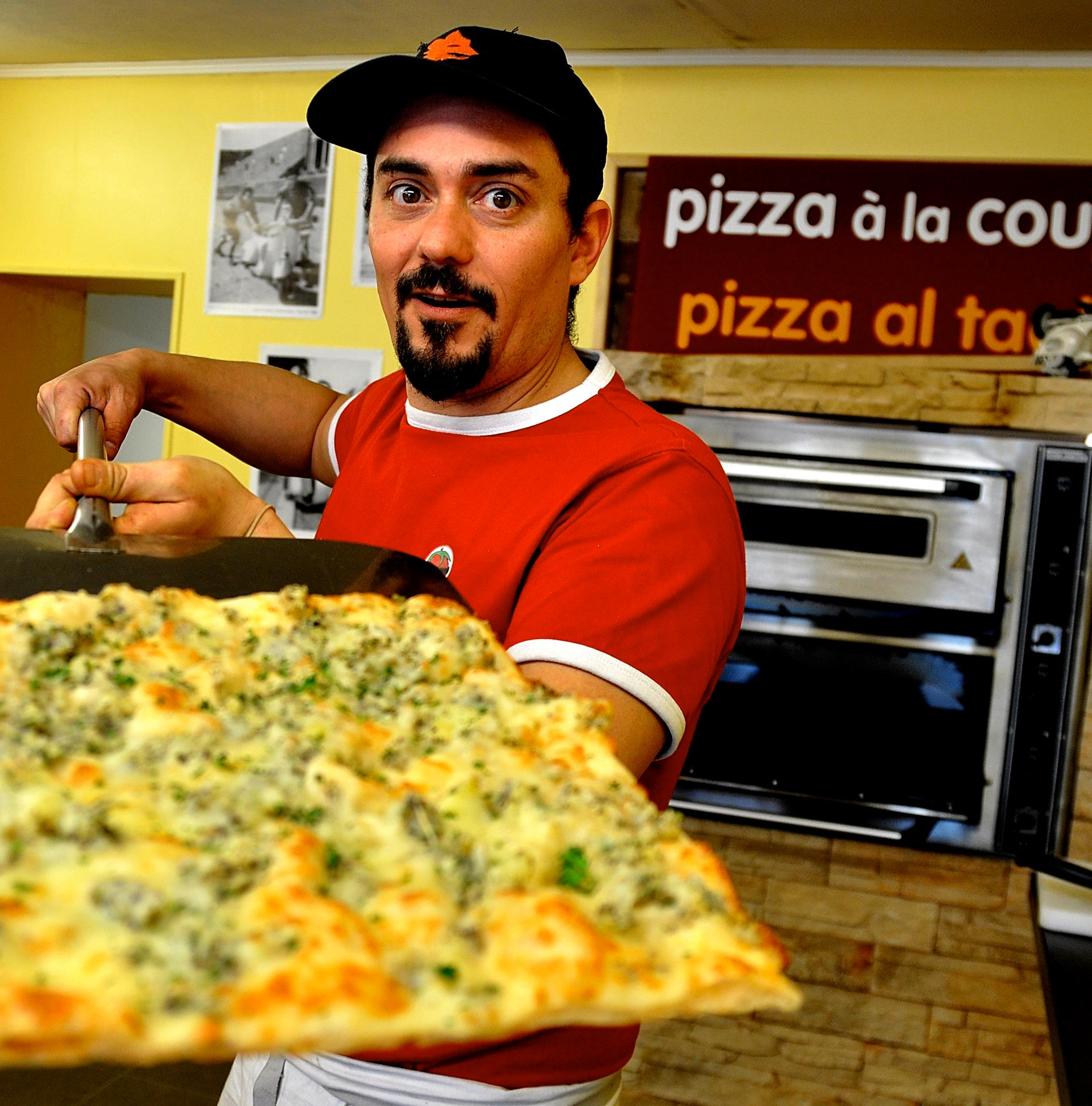
Un pizzaiolo et sa pizza à la coupe

Alors concentré dans les quartiers du centre ville, le métier de pizzaïolo s'affirme et leur nombre double selon un recensement de 1871 : dès lors, la pizza est consommée par toutes les couches de la société jusqu'à devenir l'un des principaux emblèmes de la napolinità .
Souvent représentés dans l'iconographie du XIXe siècle, deux personnages également liés à ce métier sont le pizzaïolo ambulant qui vendait mais ne fabriquait pas les pizzas, et le vendeur de pizze fritte « A oggi ad otto » c'est-à-dire une vente avec un paiement en huit consentie principalement à une clientèle de quartier.
Le 7 décembre 2017, l'UNESCO annonce que L'arte tradizionale dei Pizzaiuoli napoletani (l'art traditionnel des pizzaiuoli napolitains) entre au patrimoine culturel immatériel de l'humanité.

## Fabrication acrobatique

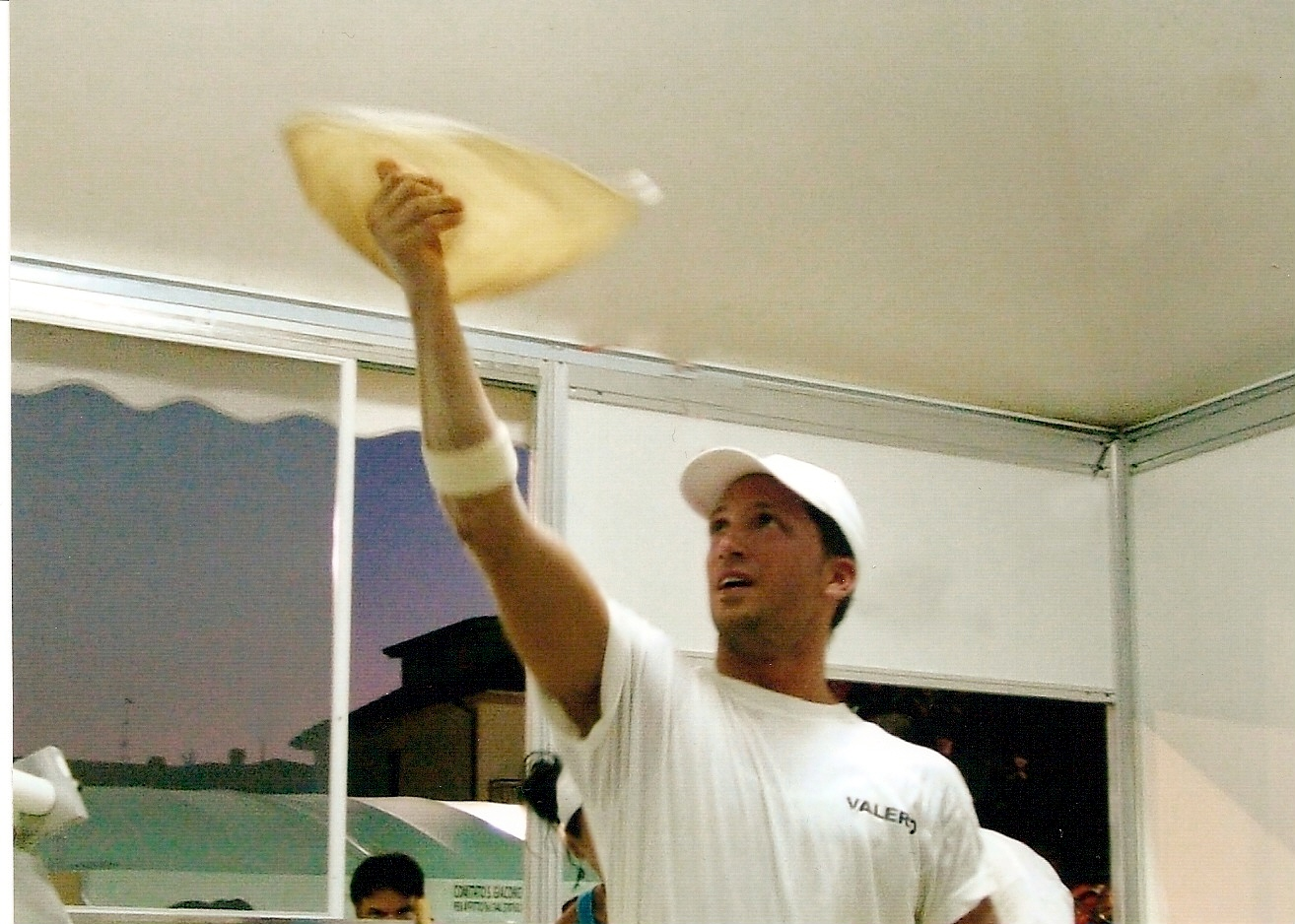
Pizzaiolo acrobatique

Certains pizzaioli (masculin pluriel de pizzaïolo) se livrent à des acrobaties lorsqu'ils malaxent la pâte à pizza, lançant la pâte et la rattrapant de manière spectaculaire, cela sans sacrifier au goût, à la présentation, ou à la cuisson.
C'est une forme de jonglage où l'on fait voltiger des disques de pâte à pizza, de différentes tailles (les plus larges pouvant atteindre jusqu'à 2 mètres de diamètre) qui s'apprend par l'entraînement, éventuellement à l'aide de « pâtons » en plastique siliconé ; les pâtes utilisées recourent du reste à des recettes spécifiques.
Des compétitions sont organisées ; à l'origine, on les recensait surtout en Italie et aux États-Unis.
Certains pizzaioli acrobatiques (ou voltigeurs de pizzas), à l'image du Sicilien Paolo Bucca, champion du monde en 1998, 2001 et 2002, ou du Franco-Espagnol Fabien Martin, double champion d'Europe (qui tient un établissement à Llivia, dans la province espagnole de Gérone), sont parvenus à se faire une renommée mondiale en la matière.
Il est à noter que dans une pizzeria, en plus de la qualité du produit lui-même, un pizzaïolo sachant exécuter différents jonglages et voltiges donnera à l'établissement une ambiance de qualité, qui lui permettra d'avoir une certaine « cote » auprès de la clientèle. C'est une tradition qui, de nos jours, est devenue un argument commercial.